# Валсалва маневар
Валсалва маневар, Валсалва тест или Валсалва метода је принудни издисај против затвореног глотиса (најужег дела гркљана) или сваки покушај да се издахне ваздух са затвореним глотисом или са затвореним устима и носом. Покушај присилног издисања ваздуха, типичан за Валсалвин маневар, (било изведен са затвореним глотисом, или са отвореним глотисом, али са затвореним устима и носом), доводи до значајног повећања притиска унутар унутрашњег простора дисајних путева и простора повезаних са њима, као што су Еустахијеве цеви и средње ухо. Да би се спречио овај маневар, требало би да се покрије нос и удахнете ваздух, полако и мирно.
Валсалва маневар имитира многе нормалне и, у неким случајевима, рутинске активности, као што су напрезање током дефекације, надувавање балона или свирање саксофона. Извођење Валсалвиног маневра изазива повећање интраторакалног притиска, што доводи до смањења предоптерећења срца. Кардиоваскуларне промене се дешавају током и након овог маневра због барорефлекса и других компензационих рефлексних механизама који су иницирани смањеним предоптерећењем. 
Овај маневар се користи у више клиничких области у распону од процене аутономне дисфункције до лечења аритмија и маркера срчане инсуфицијенције.

## Назив
Валсалва маневар је добио је име по италијанском лекару Антонију Марији Валсалви, који је у свом делу Де Ауре Хумана Трацтатус 1704. године описао овај маневар за инсуфлацију шупљине средњег ува.

## Анатомија и физиологија
На основу карактеристичних хемодинамских промена, нормални физиолошки одговор на Валсалва маневар се дели на четири фазе.
| Фазе         | Опис |
| ------------ | --- |
| Прва фаза    | Одговара почетку напрезања, повезана је са пролазним порастом крвног притиска због пражњења дела крви из великих вена и плућне циркулације. |
| Друга фаза   | Следи након што позитиван унутаргрудни притисак доведе до смањеног венског повратка у срце. Због смањеног венског повратка и смањеног предоптерећења, ударни волумен опада; што доводи до пада крвног притиска који активира барорецепторе у каротидном синусу и луку аорте. Затим долази до вагалног повлачења праћеног појачаним симпатичким пражњењем, што доводи до изражене тахикардије, повећаног минутног волумена срца и вазоконстрикције, која резултује опоравком крвног притиска који се код здравих особа враћа на нормалне вредности. |
| Трећа фаза   | Ово је пролазна фаза која укључује ослобађање напрезања што доводи до наглог пада крвног притиска. Ослобађање позитивног притиска доводи до проширења плућног васкуларног корита и смањује површину попречног пресека леве срчане коморе што доводи до пролазног пада крвног притиска. |
| Четврта фаза | Карактерише се прекорачењем крвног притиска изнад почетне вредности, због наставка нормалног венског повратка у срце стимулисаног симпатичким нервним системом током друге фазе. Прекорачење крвног притиска доводи до стимулације барорефлекса, што доводи до брадикардије и враћања крвног притиска на почетну вредност. |

### Почетни пораст притиска
При примени силе издисаја, притисак у грудном кошу расте и тера крв из плућне циркулације у леву преткомору. Ово узрокује благи пораст ударног волумена током првих неколико секунди маневра.

### Смањен венски повратак и компензација
Повратак системске крви у срце омета притисак у грудном кошу. Излаз срца је смањен и ударни волумен опада. Ово се дешава од 5 до око 14 секунди на илустрацији. Пад ударног волумена рефлексно изазива сужавање крвних судова уз извесно повећање притиска (15 до 20 секунди). Ова компензација може бити прилично изражена са враћањем притиска на близу или чак изнад нормалног, али минутни волумен срца и проток крви у телу остају ниски. Током овог времена пулс се повећава (компензаторна тахикардија).

### Снижење притиска
Притисак на грудни кош се ослобађа, дозвољавајући плућним судовима и аорти да се поново прошире, узрокујући даљи почетни благи пад ударног волумена (20 до 23 секунде) због смањеног повратка у леву преткомору и повећаног волумена аорте. Венска крв може поново да уђе у грудни кош и срце, срчани волумен почиње да се повећава.

### Повратак минутног волумена срца
Повратак крви у срце је појачан ефектом уласка крви која је била блокирана, што узрокује брзо повећање минутног волумена срца (24 секунде). Ударни волумен обично расте изнад нормалног пре него што се врати на нормалан ниво. Са повратком крвног притиска, пулс се враћа у нормалу.
Одступање од овог обрасца одговора означава или абнормалну функцију срца или абнормалну аутономну нервну контролу срца. Валсалву такође користе стоматолози након екстракције максиларног моларног зуба, да провере да није дошло до отварања масиларног синуса. Маневар се изводи да би се утврдило да ли постоји перфорација или антрална комуникација.

## Индикације
Тренутно Валсалва маневар, као једноставна техника има много примена у области дијагностике и терапије у кардиологији, хирургији, урологији, оториноларингологији и неурохирургији. У овим областима Валсалва маневар се користи:
- за процену статуса неких аутономних функција,
- као маркер срчане инсуфицијенције,
- за прекид аритмија,
- диференцијацију шумова срца,
- Као предиктор способности да се превазиђе интолеранција на крвни притисак која се може јавити током свирања дувачког инструмента. Укупни периферни отпор је рефлексно повишен да би се супротставио смањењу минутног волумена срца.[10]
- разне друге индикације (нпр компензација притиска средњег уха).

## Контраиндикације
Валсалва маневар је релативно безбедна метода која се у начелу може извести код свих пацијената. Нежељени ефекти су ретки. Међутим, пошто током маневра постоји пораст интраокуларног и интраабдоминалног притиска, тест се мора избегавати код пацијената са:
- ретинопатијом,
- имплантацијом интраокуларног сочива,[11][12]

већ постојећом болешћу коронарних артерија, валвуларном болешћу или урођеном срчаном болешћу
- синкопом, боловима у грудима и аритмијама.[5][13]

## Клинички значај
Процена аутономне функције
Валсалвин маневар је саставни део Евинг батерије тестова који се користе за процену срчане аутономне неуропатије. Валсалва маневар, који је однос најдужег интервала између откуцаја срца након експираторног напрезања и најкраћег интервала између откуцаја сца током напрезања, је индекс парасимпатичке функције. Такође, одређивање осетљивости барорефлекса (БРС) може се извршити коришћењем Валсалва маневра да би се проценио интегритет барорефлекса проценом нагиба графикона регресије између откуцаја срца интервала и вредности систолног крвног притиска током прве и друге фазе маневра.
Процена срчане инсуфицијенције
Валсалвин маневар је корисна за процену срчане инсуфицијенције. Пацијенти са срчаном инсуфицијенцијом показују абнормално прекорачење крвног притиска као одговор на Валсалвин маневар због поремећене вентрикуларне функције.
Престанак аритмија
Валсалвин маневар је такође користан за прекид пароксизмалне суправентрикуларне тахикардије (ПСВТ) са променљивим успехом, код повећанр активност вагуса, која доводи до повећане рефракторности атриовентрикуларног (АВ) чворног ткива. 
Дијагноза шумова
Валсалвин маневар се може користити за разликовање различитих шумова. Пошто маневар смањује предоптерећење, а самим тим и крајњи дијастолни волумен, може помоћи у наглашавању неких шумова док умањује друге. Шум аортне стенозе (АС) је смањен у интензитету током Валсалва маневара јер смањени крајњи дијастолни волумен (ЕДВ) смањује крв доступну за избацивање кроз стенозирани отвор аорте. За разлику од стенозе аорте, шум хипертрофичне опструктивне кардиомиопатије се наглашава као одговор на Валсалвин маневар јер смањени дијастолни волумен током Валсалвиног маневара доводи до погоршања опструкције код хипертрофичне опструктивне кардиомиопатије.
Остале примене
За откривање тачака крварења пред крај операције на штитној жлезди и за дијагнозу варикокеле.
За помоћ у радиолошкој дијагнози хемангиома јетре, болести вена и форамена овале.
За потврду хемостазе и одсуства цурења цереброспиналне течности након неурохируршких захвата.
За смањење болова током венепункције код трудница.

## Начин извођења

### Опрема
Модификација овог маневра може да се изведе у кардиоваскуларној лабораторији или поред болесничког кревета помоћу шприца/усника за једнократну употребу повезаног са манометром. Мало цурење се ствара у шприцу/наставку за уста како би се обезбедио стални напор током периода принудног издисаја.
Адекватност напора издисаја може се проценити субјективним знацима као што су видљиво напрезање, црвенило и напуњеност вратних вена.
Симултано добијање сигнала електрокардиограма (ЕКГ) може помоћи испитивачу да процени аутономне индексе, као што је Валсалва однос. Мерење континуираног крвног притиска од откуцаја до откуцаја може помоћи у тестирању осетљивости барорефлекса.

### Техника
Пацијент може да изведе маневар у седећем, лежећем или полу-лежећем положају. Неки испитивачи заговарају лежећи положај, док други наводе повећану учесталост абнормалних реакција крвног притиска у лежећем положају.
Испробане су различите комбинације притиска и трајања, ало се као оптимална комбинација за процену аутономне функције показала она која се изводи на притиску од 40 мм Хг током 15 секунди. Нижи притисци можда неће бити довољни, док виши притисци имају недостатак због лоше поновљивости.